# خالد الانصاری
خالد الانصاری (انگلیسی: Khaled Al-Ansari؛ زادهٔ ۴ ژانویهٔ ۱۹۸۹) یک فوتبالیست قطریست که در حال حاضر برای تیم الاهلی به عنوان بازیکن میانی با گرایش دفاعی بازی میکند.